# Мохаммед аль-Бакрі
Мохаммед Ахмед аль-Бакрі (араб. محمد احمد البكري, нар. 28 березня 1997) — катарський футболіст, воротар клубу «Аль-Хор» і національної збірної Катару, у складі якої — володар Кубка Азії 2019 року.

## Клубна кар'єра
Народився 28 березня 1997 року. Вихованець футбольної школи клубу «Лехвія».
2015 року молодого катарця запросили до Європи, де він спочатку перебував в австрійському «Пашингу», а згодом у бельгійському «Ейпені», де по суті проходив стажування і за жодну з цих команд в офіційних іграх не грав.
2017 року повернувся на батьківщину, ставши гравцем клубу «Лехвія», де протягом частини сезону був резервним воротарем.
2018 року, провівши декілька матчів за «Аль-Мархію», перейшов до «Аль-Хора», в якому вже став основним голкіпером.

## Виступи за збірні
2014 року дебютував у складі юнацької збірної Катару, взяв участь у 3 іграх на юнацькому рівні, пропустивши 4 голи.
Протягом 2015—2018 років залучався до складу молодіжної збірної Катару. На молодіжному рівні зіграв у 6 офіційних матчах, пропустив 5 голів.
2017 року дебютував в офіційних матчах у складі національної збірної Катару. У складі збірної був учасником кубка Азії з футболу 2019 року в ОАЕ, де був одним з резервістів Саада аш-Шіба і на поле не виходив. Аш-Шіб же демонстрував на турнірі надзвичайну надійність, пропустивши лише один гол у семи матчах і допомігши катарцям здобути перший в історії титул чемпіонів Азії.

## Титули і досягнення

### Клубні
- Чемпіон Катару (3): 2014-15, 2019-20, 2022-23
- Володар Кубка Еміра Катару (1): 2022
- Володар Кубка наслідного принца Катару (3): 2015, 2023, 2024
- Володар Кубка зірок Катару (1): 2022-23

### Збірні
- Переможець Юнацького (U-19) кубка Азії: 2014
- Володар Кубка Азії з футболу: 2019